# 福岡県道793号柳瀬筑後線
福岡県道793号柳瀬筑後線（ふくおかけんどう793ごう やなせちくごせん）は、福岡県八女市から筑後市に至る一般県道である。

## 概要
八女市柳瀬から筑後市大字山ノ井に至る。
国道442号八女筑後バイパスの開通に伴い、一部区間の道路区画が変更されている。

### 路線データ
- 起点：福岡県八女市柳瀬（熊本県道・福岡県道4号玉名八女線交点）
- 終点：福岡県筑後市大字山ノ井（山ノ井交差点、国道209号交点、福岡県道706号筑後城島線起点）
- 総延長：5.5 km

## 路線状況

### 重複区間
- 福岡県道96号八女瀬高線（筑後市大字新溝 - 筑後市大字長浜・八女IC入口交差点）

### 道路施設

#### 橋梁
- 植村橋（八女市）
- 作出橋（筑後市）
- 新長浜橋（花宗川、八女市 - 筑後市、福岡県道96号八女瀬高線重複区間内）

## 地理

### 通過する自治体
- 八女市
- 筑後市

### 交差する道路
| 交差する道路                                         | 市町村名 | 交差する場所 | 交差する場所        |
| ---------------------------------------------------- | -------- | ------------ | ------------------- |
| 熊本県道・福岡県道4号玉名八女線                      | 八女市   | 柳瀬         | 起点                |
| 福岡県道792号船小屋八女線                            | 八女市   | 平           |                     |
| 福岡県道713号唐尾広川線                              | 八女市   | 新庄         |                     |
| 福岡県道96号八女瀬高線 重複区間起点                  | 筑後市   | 大字新溝     |                     |
| 国道442号 / 別線 福岡県道96号八女瀬高線 重複区間終点 | 筑後市   | 大字長浜     | 八女IC入口交差点    |
| 国道209号 福岡県道706号筑後城島線                    | 筑後市   | 大字山ノ井   | 山ノ井交差点 / 終点 |

### 沿線
- 八女市立八幡小学校
- 筑後市立筑後小学校